# Datafikace
Pojem datafikace značí moderní trend zakódovávání mnoha aspektů lidského života do digitálních dat. "Velká data začínají hrát významnou úlohu v mnoha oborech lidské činnosti a umožňují kvalitativně zcela nové způsoby zpracování informací."  Jedná se o pojem, který zavedla dvojice Viktor Mayer-Schönberger a Kenneth Cukier v knize Big Data: A Revolution That Will Transform How We Live, Work, and Think.

## Příklad
Pozitivním příkladem datafikace může být projekt od Google - Google Flu Trends, který zkoumal výskyt chřipkového onemocnění ve světě na základě výsledků vyhledávání přes Google. Za případ chřipky bylo považováno jakmile lidé začali hledat například nejbližší lékárnu či běžné léky na chřipku. Tento postup se ukázal být nejen velice přesný ale i včasný.
Dalším příkladem může být aplikace datafikace na optimalizaci dopravního provozu - při sbírání dat ohledně pohybu cestujících například přes GPS v jejich mobilech.

## Důsledky
Lidské zdroje mohou data získaná skrz mobilní telefony, sociální média a obecně aplikace použít k identifikování potenciálních zaměstnanců a k odhalování jejich charakteristik a povahy. Takováto data by mohla nahradit osobnostní testy stejně jako by mohla zavést nová měřítka osobnosti.
Pojišťovnictví a Bankovnictví může využít data o jedinci k porozumění jeho rizikovosti či pravděpodobnosti úspěšného splácení půjček.
Péče o zákazníky v různých odvětvích používá datafikaci k porozumění potřeb zákazníků a k vytvoření správných incentiv založených na zákazníkově osobnosti. To může být získané například skrz použitý jazyk a výraz v různých komunikacích, od e-mailu po sociální sítě.
Celá města mohou využívat datafikaci – data mohou být získána z různých senzorů, například uličních kamer a ty mohou být dále použita k řešení dopravních situací, logistiky, přísunu energií, řešení odpadu, apod.